# Брамея Христофа
Брамея Христофа (лат. Brahmaea christophi) — вид ночных бабочек из семейства Брамеи. Реликтовый эндемичный вид. Ряд ученых склонны рассматривать её не как самостоятельный вид, а как подвид Brahmaea ledereri.
Видовое название дано в честь Гуго Теодора Христофа (Hugo Theodor Christoph, в России Гуго Фёдорович Христоф, 1831—1894) — немецкого и русского энтомолога, члена Русского энтомологического общества с 1861 года.

## Описание
Длина переднего крыла 58 — 62 мм. Размах крыльев 110—160 мм. Крылья округлые, широкие. Основной фон крыльев черно-бурый. Рисунок на крыльях представлен чередующимися волнистыми светлыми и темными линиями и извилистой прикраевой каймой.

## Ареал
Влажные леса Талыша на территории Азербайджана и Ирана.

## Биология
Встречается в прибрежном влажном субтропическом реликтовом лесу, в предгорьях и горах на высоте до 1000 метров над уровнем моря. Лёт бабочек происходит в апреле — начале мая. За год дает одно поколение.
Стадия гусеницы в июне — июле. Кормовое растение гусениц — ясень, бирючина, сирень. Зимует кукла в почве.
Исключительно малочисленный вид.

## Замечания по охране
Был включён в Красную книгу СССР, сейчас занесён в Красную книгу Азербайджана.